# أمالا وكمالا
أمالا (البنغالية: অমলা؛ تقريبا 1918 - 21 سبتمبر 1921) وكمالا (البنغالية: কমলা؛ توفيت في 14 نوفمبر 1929)، وهما فتاتين متوحشتين من بنغال، الهند، يزعم أنهما قد تربيا من قبل ذئاب.
جذبت قصتهما اهتماما واسعا في للبحث. بالرغم من أنه لم يتم الإبلاغ عن هذه الحادثة والترويج لها إلا من مصدر واحد فقط وهو رجل دين ادعى أنه قد اكتشف الفتيات. و لهذا السبب، فإن هناك بعض الجدل حول صحة القصة مع بعض الباحثين بحجة أن الفتاتين كانتا تعانيان من التوحد. وخلص الجراح الفرنسي سيرج أرولز في كتابه (L'Enigme des enfants-loup) (أحجية أطفال الذئاب، 2007) بأن القصة كانت خدعة.